# Élections cantonales de 1898 en Ille-et-Vilaine
Les élections cantonales françaises de 1898 se sont déroulées les 31 juillet et 7 août 1898.

## Assemblée départementale sortante
| Parti                        | Sigle   | Élus |
| ---------------------------- | ------- | ---- |
| Républicains (27 sièges)     |         |      |
| Opportuniste                 | Prog.   | 19   |
| Radical                      | Rad.    | 6    |
| Républicain libéral          | Rép.lib | 2    |
| Monarchistes (16 sièges)     |         |      |
| Monarchiste                  | Monar.  | 16   |
| Président du conseil général |         |      |
| René Brice (Opportuniste)    |         |      |

## Assemblée départementale élue
| Parti                        | Sigle   | Élus  |
| ---------------------------- | ------- | ----- |
| Républicains (26 sièges)     |         |       |
| Opportuniste                 | Prog.   | 18 ↓1 |
| Radical                      | Rad.    | 6     |
| Républicain libéral          | Rép.lib | 2     |
| Monarchistes (17 sièges)     |         |       |
| Monarchiste                  | Monar.  | 17 ↑1 |
| Président du conseil général |         |       |
| René Brice (Opportuniste)    |         |       |

## Résultats pour le conseil général

### Arrondissement de Rennes

#### Canton de Rennes-Nord-Ouest
| Candidats | Candidats        | Étiquette   | Premier tour | Premier tour | Ballotage | Ballotage |
| Candidats | Candidats        | Étiquette   | Voix         | %            | Voix      | %         |
| --------- | ---------------- | ----------- | ------------ | ------------ | --------- | --------- |
|           | Eugène Pinault * | Rép.libéral | 1 457        | 49.71        | 1 931     | 57.57     |
|           | Gaston Malherbe  | Radical     | 1 446        | 49.34        | 1 418     | 42.28     |
|           |                  |             |              |              |           |           |
| Inscrits  | Inscrits         | Inscrits    | 5 435        |              | 5 435     |           |
| Votants   | Votants          | Votants     | 2 967        | 54.59        | 3 377     | 62.13     |
| Exprimés  | Exprimés         | Exprimés    | 2 931        | 98.79        | 3 354     | 99.32     |

*sortant

#### Canton de Rennes-Sud-Ouest
|          | Jean-Marie Maugère * | Radical  | 2 706 | 94.38 |  |  |
|          |                      |          |       |       |  |  |
| Inscrits | Inscrits             | Inscrits | 5 340 |       |  |  |
| Votants  | Votants              | Votants  | 2 867 | 53.69 |  |  |
| Exprimés | Exprimés             | Exprimés | 2 810 | 98.01 |  |  |

*sortant

#### Canton de Hédé
Jules Binard (Opportuniste) élu depuis 1887 est mort en fin d'année 1892. 
Jean Allain des Beauvais (Opportuniste) est élu lors de la partielle qui suit.
|          | Jean Allain des Beauvais * | Opportuniste | 2 094 | 98.26 |  |  |
|          |                            |              |       |       |  |  |
| Inscrits | Inscrits                   | Inscrits     | 2 969 |       |  |  |
| Votants  | Votants                    | Votants      | 2 131 | 71.78 |  |  |
| Exprimés |                            |              |       |       |  |  |

*sortant

#### Canton de Liffré
|          | Eugène Gréset * | Opportuniste | 1 949 | 97.69 |  |  |
|          |                 |              |       |       |  |  |
| Inscrits | Inscrits        | Inscrits     | 2 841 |       |  |  |
| Votants  | Votants         | Votants      | 1 995 | 70.22 |  |  |
| Exprimés | Exprimés        | Exprimés     | 1 985 | 99.50 |  |  |

*sortant

#### Canton de Saint-Aubin-d'Aubigné
|          | Émile Beillard * | Opportuniste | 2 914 | 98.02 |  |  |
|          |                  |              |       |       |  |  |
| Inscrits | Inscrits         | Inscrits     | 4 391 |       |  |  |
| Votants  | Votants          | Votants      | 2 973 | 67.71 |  |  |
| Exprimés | Exprimés         | Exprimés     | 2 934 | 98.69 |  |  |

*sortant

### Arrondissement de Saint-Malo

#### Canton de Cancale
|          | Ernest Herclat * | Opportuniste | 2 272 | 95.66 |  |  |
|          |                  |              |       |       |  |  |
| Inscrits | Inscrits         | Inscrits     | 4 375 |       |  |  |
| Votants  | Votants          | Votants      | 2 375 | 54.29 |  |  |
| Exprimés | Exprimés         | Exprimés     | 2 272 | 95.66 |  |  |

*sortant

#### Canton de Combourg
|          | Alphonse Hervoches * | Radical (ex Prog.) | 2 226 | 92.91  |  |  |
|          |                      |                    |       |        |  |  |
| Inscrits | Inscrits             | Inscrits           | 4 599 |        |  |  |
| Votants  | Votants              | Votants            | 2 396 | 52.10  |  |  |
| Exprimés | Exprimés             | Exprimés           | 2 396 | 100.00 |  |  |

*sortant

#### Canton de Pleine-Fougères
|          | François Brune * | Rép.libéral | 2 379 | 95.97 |  |  |
|          |                  |             |       |       |  |  |
| Inscrits | Inscrits         | Inscrits    | 4 319 |       |  |  |
| Votants  | Votants          | Votants     | 2 479 | 57.40 |  |  |
| Exprimés | Exprimés         | Exprimés    | 2 472 | 99.72 |  |  |

*sortant

#### Canton de Saint-Servan
|          | Léonce Demalvilain (fils) | Opportuniste | 1 546 | 74.43  |  |  |
|          | François Lenormand *      | Opportuniste | 309   | 14.88  |  |  |
|          |                           |              |       |        |  |  |
| Inscrits | Inscrits                  | Inscrits     | 3 436 |        |  |  |
| Votants  | Votants                   | Votants      | 2 077 | 60.45  |  |  |
| Exprimés | Exprimés                  | Exprimés     | 2 077 | 100.00 |  |  |

*sortant

### Arrondissement de Fougères

#### Canton de Fougères-Sud
Honoré Bertin (Monarchiste) élu depuis 1874 ne se représente pas.
|          | Jean Bouëssel du Bourg | Monarchiste (*) | 1 493 | 53.17 |  |  |
|          | Joseph Bucheron        | Opportuniste    | 1 307 | 46.55 |  |  |
|          |                        |                 |       |       |  |  |
| Inscrits | Inscrits               | Inscrits        | 4 161 |       |  |  |
| Votants  | Votants                | Votants         | 2 826 | 67.92 |  |  |
| Exprimés | Exprimés               | Exprimés        | 2 808 | 99.36 |  |  |

*sortant

#### Canton de Louvigné-du-Désert
|          | Ferdinand Baston de La Riboisière * | Rép.libéral | 2 439 | 95.80 |  |  |
|          |                                     |             |       |       |  |  |
| Inscrits | Inscrits                            | Inscrits    | 3 362 |       |  |  |
| Votants  | Votants                             | Votants     | 2 546 | 75.73 |  |  |
| Exprimés | Exprimés                            | Exprimés    | 2 439 | 95.80 |  |  |

*sortant

#### Canton de Saint-Brice-en-Coglès
Théophile Roger-Marvaise (Opportuniste) élu depuis 1880, Président du Conseil général entre 1892 et 1897, ne se représente pas.
|          | Édouard Pontallié | Opportuniste (*) | 2 319 | 90.23 |  |  |
|          |                   |                  |       |       |  |  |
| Inscrits | Inscrits          | Inscrits         | 3 832 |       |  |  |
| Votants  | Votants           | Votants          | 2 570 | 67.07 |  |  |
| Exprimés |                   |                  |       |       |  |  |

*sortant

### Arrondissement de Vitré

#### Canton de Vitré-Ouest
|          | Waldeck Lemoyne de La Borderie * | Monarchiste | 2 036 | 90.45 |  |  |
|          |                                  |             |       |       |  |  |
| Inscrits | Inscrits                         | Inscrits    | 3 408 |       |  |  |
| Votants  | Votants                          | Votants     | 2 251 | 66.05 |  |  |
| Exprimés | Exprimés                         | Exprimés    | 2 049 | 91.03 |  |  |

*sortant

#### Canton de Châteaubourg
|          | Hippolyte Rubin de la Grimaudière | Monarchiste  | 823   | 50.30 |  |  |
|          | Pierre Delaunay *                 | Opportuniste | 815   | 49.70 |  |  |
|          |                                   |              |       |       |  |  |
| Inscrits | Inscrits                          | Inscrits     | 1 896 |       |  |  |
| Votants  | Votants                           | Votants      | 1 676 | 88.40 |  |  |
| Exprimés | Exprimés                          | Exprimés     | 1 640 | 97.85 |  |  |

*sortant

#### Canton de Retiers
Jules Roulleaux (Opportuniste) élu depuis 1884 est mort en 1894. 
Alphonse Richard (Opportuniste) est élu lors de la partielle qui suit.
René de Gourden n'est pas candidat.
|          | Alphonse Richard * | Opportuniste | 2 444 | 93.60 |  |  |
|          | René de Gourden    | Monarchiste  | 131   | 5.08  |  |  |
|          |                    |              |       |       |  |  |
| Inscrits | Inscrits           | Inscrits     | 4 334 |       |  |  |
| Votants  | Votants            | Votants      | 2 611 | 60.25 |  |  |
| Exprimés | Exprimés           | Exprimés     | 2 580 | 98.81 |  |  |

*sortant

### Arrondissement de Redon

#### Canton de Bain-de-Bretagne
|          | Henri Guérin * | Opportuniste | 2 372 | 92.19 |  |  |
|          |                |              |       |       |  |  |
| Inscrits | Inscrits       | Inscrits     | 4 011 |       |  |  |
| Votants  | Votants        | Votants      | 2 573 | 64.15 |  |  |
| Exprimés | Exprimés       | Exprimés     | 2 372 | 92.19 |  |  |

*sortant

#### Canton de Grand-Fougeray
Émile Récipon (Opportuniste) élu depuis 1892 est mort en 1895.
Jean-Marie Chupin (Monarchiste) est élu lors de la partielle qui suit.
|          | Jean-Marie Chupin * | Monarchiste | 1 275 | 91.79 |  |  |
|          |                     |             |       |       |  |  |
| Inscrits | Inscrits            | Inscrits    | 2 208 |       |  |  |
| Votants  | Votants             | Votants     | 1 389 | 62.91 |  |  |
| Exprimés | Exprimés            | Exprimés    | 1 287 | 92.66 |  |  |

*sortant

#### Canton de Pipriac
Alphonse de Callac (Monarchiste) élu depuis 1886 est mort en 1893.
Charles de Chantérac (Monarchiste) est élu lors de la partielle qui suit.
|          | Charles de Chantérac * | Monarchiste | 2 720 | 95.78 |  |  |
|          |                        |             |       |       |  |  |
| Inscrits | Inscrits               | Inscrits    | 4 497 |       |  |  |
| Votants  | Votants                | Votants     | 2 840 | 63.15 |  |  |
| Exprimés | Exprimés               | Exprimés    | 2 737 | 96.37 |  |  |

*sortant

#### Canton du Sel-de-Bretagne
René Brice est Président du conseil général depuis 1897.
|          | René Brice * | Opportuniste | 1 163 | 94.71 |  |  |
|          |              |              |       |       |  |  |
| Inscrits | Inscrits     | Inscrits     | 1 816 |       |  |  |
| Votants  | Votants      | Votants      | 1 228 | 67.62 |  |  |
| Exprimés | Exprimés     | Exprimés     | 1 163 | 94.71 |  |  |

*sortant

### Arrondissement de Montfort

#### Canton de Bécherel
|          | Alexandre Jehanin * | Radical (ex Prog.) | 1 790 | 92.03 |  |  |
|          |                     |                    |       |       |  |  |
| Inscrits | Inscrits            | Inscrits           | 2 950 |       |  |  |
| Votants  | Votants             | Votants            | 1 945 | 65.93 |  |  |
| Exprimés | Exprimés            | Exprimés           | 1 850 | 95.12 |  |  |

*sortant

#### Canton de Plélan-le-Grand
François Aubry (Monarchiste) élu depuis 1886 ne se représente pas.
|          | Benjamin Rawle   | Monarchiste  | 1 504 | 51.74 |  |  |
|          | Théophile Fleury | Opportuniste | 1 401 | 48.19 |  |  |
|          |                  |              |       |       |  |  |
| Inscrits | Inscrits         | Inscrits     | 3 770 |       |  |  |
| Votants  | Votants          | Votants      | 2 917 | 77.34 |  |  |
| Exprimés | Exprimés         | Exprimés     | 2 907 | 99.66 |  |  |

*sortant

## Résultats pour les conseils d'arrondissements

### Arrondissement de Rennes

#### Canton de Rennes-Nord-Est
- Conseiller sortant : François Maugé (Opportuniste), élu depuis 1886.

|          | François Maugé * | Opportuniste | 2 071 | 91,80 |  |  |  |
|          |                  |              |       |       |  |  |  |
| Inscrits | Inscrits         | Inscrits     | 5 865 |       |  |  |  |
| Votants  | Votants          | Votants      | 2 256 | 38,47 |  |  |  |
| Exprimés | Exprimés         | Exprimés     | 2 210 | 97,96 |  |  |  |

*sortant

#### Canton de Rennes-Sud-Est
- Conseiller sortant : Stanislas Miller (Opportuniste), élu depuis 1895, ne se représente pas.

- François Vieille (Opportuniste), élu depuis 1892, démissionne le 4 mars 1895. Lors de la partielle organisée pour le remplacer le 2 juin 1895, Stanislas Miller (Opportuniste) est élu.

|          | Henri Leray | Gauche radicale | 1 718 | 89,90 |  |  |  |
|          |             |                 |       |       |  |  |  |
| Inscrits | Inscrits    | Inscrits        | 5 488 |       |  |  |  |
| Votants  | Votants     | Votants         | 1 911 | 34,82 |  |  |  |
| Exprimés | Exprimés    | Exprimés        | 1 871 | 97,91 |  |  |  |

*sortant

#### Canton de Châteaugiron
- Conseiller sortant : Pierre Frogerais (Opportuniste), élu depuis 1893.

- Pierre Gaudiche (Opportuniste) élu depuis 1892 décède le 7 juin 1893. Pierre Frogerais (Opportuniste) est élu lors de la partielle organisée le 6 aout 1893.

|          | Pierre Frogerais * | Opportuniste | 1 457 | 92,80  |  |  |  |
|          |                    |              |       |        |  |  |  |
| Inscrits | Inscrits           | Inscrits     | 2 473 |        |  |  |  |
| Votants  | Votants            | Votants      | 1 570 | 63,49  |  |  |  |
| Exprimés | Exprimés           | Exprimés     | 1 570 | 100,00 |  |  |  |

*sortant

#### Canton de Janzé
- Conseiller sortant : Désiré Arondel (Monarchiste), élu depuis 1875.

|          | Désiré Arondel * | Monarchiste | 1 876 | 90,98 |  |  |  |
|          |                  |             |       |       |  |  |  |
| Inscrits | Inscrits         | Inscrits    | 3 317 |       |  |  |  |
| Votants  | Votants          | Votants     | 2 062 | 62,17 |  |  |  |
| Exprimés | Exprimés         | Exprimés    | 1 938 | 93,99 |  |  |  |

*sortant

#### Canton de Mordelles
- Conseiller sortant : Albert de Freslon (Monarchiste), élu depuis 1884.

|          | Albert de Freslon * | Monarchiste | 1 037 | 94,02 |  |  |  |
|          |                     |             |       |       |  |  |  |
| Inscrits | Inscrits            | Inscrits    | 1 964 |       |  |  |  |
| Votants  | Votants             | Votants     | 1 103 | 56,16 |  |  |  |
| Exprimés | Exprimés            | Exprimés    | 1 038 | 94,11 |  |  |  |

*sortant

### Arrondissement de Saint-Malo

#### Canton de Saint-Malo
- Conseiller sortant : Louis Miriel (Opportuniste), élu depuis 1892.

|          | Louis Miriel * | Opportuniste | 1 516 | 96,13 |  |  |  |
|          |                |              |       |       |  |  |  |
| Inscrits | Inscrits       | Inscrits     | 3 450 |       |  |  |  |
| Votants  | Votants        | Votants      | 1 577 | 45,71 |  |  |  |
| Exprimés | Exprimés       | Exprimés     | 1 522 | 96,51 |  |  |  |

*sortant

#### Canton de Châteauneuf-d'Ille-et-Vilaine
- Conseiller sortant : Louis Mérel (?), élu depuis 1895 ne se représente pas.

- Julien Galène (Opportuniste) élu depuis 1887 est décédé le 11 novembre 1894. Lors de la nouvelle élection organisée le 6 janvier 1895, Louis Mérel (?) est élu.

- Marie-François Becquet n'est pas candidat.

|          | Joseph Glémée          | Opportuniste | 1 286 | 83,29 |  |  |  |
|          | Marie-François Becquet | Opportuniste | 132   | 9,05  |  |  |  |
|          |                        |              |       |       |  |  |  |
| Inscrits | Inscrits               | Inscrits     | 3 138 |       |  |  |  |
| Votants  | Votants                | Votants      | 1 544 | 49,20 |  |  |  |
| Exprimés | Exprimés               | Exprimés     | 1 459 | 94,50 |  |  |  |

*sortant

#### Canton de Dinard-Saint-Énogat
- Conseiller sortant : Louis Beaulieu (Opportuniste), élu depuis 1894.

- Noël Chollet (Opportuniste) élu en 1892 meurt le 12 avril 1893. Une partielle est organisée le 11 juin 1893, Jean-Baptiste Bugault (Opportuniste) est élu.

- Jean-Baptiste Bugault décède le 1er décembre 1893. Lors de la partielle du 28 janvier 1894, Louis Beaulieu (Opportuniste) est élu.

|          | Louis Beaulieu * | Opportuniste | 1 375 | 96,09 |  |  |  |
|          |                  |              |       |       |  |  |  |
| Inscrits | Inscrits         | Inscrits     | 3 489 |       |  |  |  |
| Votants  | Votants          | Votants      | 1 431 | 41,02 |  |  |  |
| Exprimés | Exprimés         | Exprimés     | 1 399 | 97,76 |  |  |  |

*sortant

#### Canton de Dol-de-Bretagne
- Conseiller sortant : Alexandre Lamotte (Opportuniste), élu depuis 1891.

|          | Alexandre Lamotte * | Opportuniste | 2 158 | 95,95 |  |  |  |
|          |                     |              |       |       |  |  |  |
| Inscrits | Inscrits            | Inscrits     | 4 406 |       |  |  |  |
| Votants  | Votants             | Votants      | 2 249 | 51,04 |  |  |  |
| Exprimés | Exprimés            | Exprimés     | 2 215 | 98,49 |  |  |  |

*sortant

#### Canton de Tinténiac
- Conseiller sortant : Joseph Durand (Opportuniste), élu depuis 1892 ne se représente pas.

|          | Henri Joubert | Opportuniste | 1 618 | 91,78 |  |  |  |
|          |               |              |       |       |  |  |  |
| Inscrits | Inscrits      | Inscrits     | 3 066 |       |  |  |  |
| Votants  | Votants       | Votants      | 1 763 | 57,50 |  |  |  |
| Exprimés | Exprimés      | Exprimés     | 1 668 | 94,61 |  |  |  |

*sortant

### Arrondissement de Fougères
- Il doit y avoir au moins neuf conseillers par arrondissement, celui de Fougères ne comptant que six cantons, trois sièges sont ajoutés aux cantons les plus peuplés.

#### Canton de Fougères-Nord
- Conseillers sortants : Arthur Lecler (Monarchiste), élu depuis 1871 et Georges Le Pannetier de Roissay (Monarchiste), élu depuis 1886.

|          | Arthur Leclerc *                  | Monarchiste | 2 521 | 87,26 |  |  |  |
|          | Georges Le Pannetier de Roissay * | Monarchiste | 2 487 | 86,09 |  |  |  |
|          |                                   |             |       |       |  |  |  |
| Inscrits | Inscrits                          | Inscrits    | 5 309 |       |  |  |  |
| Votants  | Votants                           | Votants     | 2 889 | 54,42 |  |  |  |
| Exprimés | Exprimés                          | Exprimés    | 2 685 | 92,94 |  |  |  |

*sortant

#### Canton d'Antrain
- Conseillers sortants : Eugène Gautier (Opportuniste) élu depuis 1892 et Pierre Lahogue (Opportuniste), élu depuis 1896.

- Émile Ferron (Opportuniste) élu depuis 1892 décède le 11 mai 1896. Lors de la partielle du 28 juin 1896, Pierre Lahogue (Opportuniste) est élu.

|          | Eugène Gautier *    | Opportuniste | 2 077 | 63,05 |  |  |  |
|          | Pierre Lahogue *    | Opportuniste | 2 067 | 62,75 |  |  |  |
|          | Auguste Lepennetier | Monarchiste  | 1 283 | 38,95 |  |  |  |
|          |                     |              |       |       |  |  |  |
| Inscrits | Inscrits            | Inscrits     | 4 421 |       |  |  |  |
| Votants  | Votants             | Votants      | 3 323 | 75,16 |  |  |  |
| Exprimés | Exprimés            | Exprimés     | 3 294 | 99,13 |  |  |  |

*sortant

#### Canton de Saint-Aubin-du-Cormier
- Conseiller sortant : Francis Hamon (Opportuniste), élu depuis 1896.

- Christophe Guyot (Opportuniste), élu depuis 1892 décède le 29 avril 1895. Lors de la partielle organisée le 16 juin 1895, Ernest Rousselot (Opportuniste) est élu.

- Ernest Rousselot (Opportuniste) décède le 8 avril 1896. Lors de la partielle organisée le 7 juin de cette année-là, Francis Hamon (Opportuniste) est élu.

|          | Francis Hamon * | Opportuniste | 1 750 | 95,68 |  |  |  |
|          |                 |              |       |       |  |  |  |
| Inscrits | Inscrits        | Inscrits     | 2 804 |       |  |  |  |
| Votants  | Votants         | Votants      | 1 829 | 65,23 |  |  |  |
| Exprimés | Exprimés        | Exprimés     | 1 755 | 95,95 |  |  |  |

*sortant

### Arrondissement de Vitré
- Il doit y avoir au moins neuf conseillers par arrondissement, celui de Vitré ne comptant que six cantons, trois sièges sont ajoutés aux cantons les plus peuplés.

#### Canton de Vitré-Est
- Conseillers sortants : Anatole de Berthois (Orléaniste), élu depuis 1871 et Jean-Marie Rubin (Monarchiste), élus depuis 1887.

|          | Anatole de Berthois * | Monarchiste | 1 998 | 93,10 |  |  |  |
|          | Jean-Marie Rubin *    | Monarchiste | 1 928 | 89,84 |  |  |  |
|          |                       |             |       |       |  |  |  |
| Inscrits | Inscrits              | Inscrits    | 3 701 |       |  |  |  |
| Votants  | Votants               | Votants     | 2 146 | 57,98 |  |  |  |
| Exprimés | Exprimés              | Exprimés    | 2 047 | 95,39 |  |  |  |

*sortant

#### Canton d'Argentré-du-Plessis
- Conseiller sortant : Alphonse Lambron (Monarchiste), élu depuis 1891.

|          | Alphonse Lambron * | Monarchiste | 2 223 | 97,71 |  |  |  |
|          |                    |             |       |       |  |  |  |
| Inscrits | Inscrits           | Inscrits    | 3 273 |       |  |  |  |
| Votants  | Votants            | Votants     | 2 275 | 69,51 |  |  |  |
| Exprimés | Exprimés           | Exprimés    | 2 223 | 97,71 |  |  |  |

*sortant

#### Canton de la Guerche-de-Bretagne
- Conseillers sortants : Émile Hévin (Monarchiste), élu depuis 1874 et François Heinry (Monarchiste), élu depuis 1881.

|          | François Heinry * | Monarchiste | 2 246 | 86,82 |  |  |  |
|          | Émile Hévin *     | Libéral     | 2 183 | 84,38 |  |  |  |
|          |                   |             |       |       |  |  |  |
| Inscrits | Inscrits          | Inscrits    | 3 846 |       |  |  |  |
| Votants  | Votants           | Votants     | 2 587 | 67,27 |  |  |  |
| Exprimés | Exprimés          | Exprimés    | 2 366 | 91,46 |  |  |  |

*sortant

### Arrondissement de Redon
- Il doit y avoir au moins neuf conseillers par arrondissement, celui de Redon ne comptant que sept cantons, deux sièges sont ajoutés à chacun des cantons les plus peuplés.

#### Canton de Redon
- Conseillers sortants : Jean Garnier (Monarchiste) et François Lagrée (Monarchiste), élus depuis 1886.

|          | Jean Garnier *    | Monarchiste | 2 392 | 86,70 |  |  |  |
|          | François Lagrée * | Monarchiste | 2 382 | 86,34 |  |  |  |
|          |                   |             |       |       |  |  |  |
| Inscrits | Inscrits          | Inscrits    | 5 067 |       |  |  |  |
| Votants  | Votants           | Votants     | 2 759 | 54,45 |  |  |  |
| Exprimés | Exprimés          | Exprimés    | 2 528 | 91,63 |  |  |  |

*sortant

#### Canton de Guichen
- Conseiller sortant : Joseph Boutin (Opportuniste), élu depuis 1871 ne se représente pas.

|          | Léon Porteu        | Opportuniste | 2 157 | 90,25 |  |  |  |
|          | Jean-Marie Pigeard | Opportuniste | 42    | 1,83  |  |  |  |
|          |                    |              |       |       |  |  |  |
| Inscrits | Inscrits           | Inscrits     | 4 386 |       |  |  |  |
| Votants  | Votants            | Votants      | 2 390 | 54,49 |  |  |  |
| Exprimés | Exprimés           | Exprimés     | 2 297 | 96,11 |  |  |  |

*sortant

#### Canton de Maure-de-Bretagne
- Conseiller sortant : François Barbotin (Monarchiste), élu depuis 1871.

|          | François Barbotin * | Monarchiste | 1 686 | 95,15 |  |  |  |
|          |                     |             |       |       |  |  |  |
| Inscrits | Inscrits            | Inscrits    | 2 913 |       |  |  |  |
| Votants  | Votants             | Votants     | 1 772 | 60,83 |  |  |  |
| Exprimés | Exprimés            | Exprimés    | 1 700 | 95,94 |  |  |  |

*sortant

### Arrondissement de Montfort
- Il doit y avoir au moins neuf conseillers par arrondissement, celui de Montfort ne comptant que cinq cantons, quatre sièges sont ajoutés aux quatre cantons les plus peuplés.

#### Canton de Montfort-sur-Meu
- Conseillers sortants : Albert Cottin (Monarchiste), élu depuis 1883 et Armand Porteu de la Morandière (Monarchiste), élu depuis 1888 qui ne se représente pas.

|          | Aimé Neveu        | Opportuniste | 1 623 | 53,02 |  |  |  |
|          | Louis Simonneaux  | Opportuniste | 1 607 | 52,50 |  |  |  |
|          |                   |              |       |       |  |  |  |
|          | Albert Cottin *   | Monarchiste  | 1 432 | 46,78 |  |  |  |
|          | Jean-Marie Roncin | Monarchiste  | 1 335 | 43,61 |  |  |  |
|          |                   |              |       |       |  |  |  |
| Inscrits | Inscrits          | Inscrits     | 3 878 |       |  |  |  |
| Votants  | Votants           | Votants      | 2 416 | 62,30 |  |  |  |
| Exprimés | Exprimés          | Exprimés     | 2 325 | 96,23 |  |  |  |

*sortant

#### Canton de Montauban-de-Bretagne
- Conseiller sortant : François Rosselin (Monarchiste), élu depuis 1886.

|          | François Rosselin * | Monarchiste | 1 706 | 86,38 |  |  |  |
|          |                     |             |       |       |  |  |  |
| Inscrits | Inscrits            | Inscrits    | 2 530 |       |  |  |  |
| Votants  | Votants             | Votants     | 1 975 | 78,06 |  |  |  |
| Exprimés | Exprimés            | Exprimés    | 1 783 | 90,28 |  |  |  |

*sortant

#### Canton de Saint-Méen-le-Grand
- Conseillers sortants : Jean-Baptiste Pirault (Monarchiste), élu depuis 1886 et Ernest Bellouard (Opportuniste) élu depuis 1897.

- Léonard Drouet de Montgermont (fils) (Monarchiste) élu depuis 1886 est décédé le 25 juillet 1897. Une partielle est organisée le 5 octobre pour le remplacer, Ernest Bellouard (Opportuniste) y est élu.

| Candidats | Candidats               | Étiquette    | Premier tour | Premier tour | Ballotage | Ballotage |  |
| Candidats | Candidats               | Étiquette    | Voix         | %            | Voix      | %         |  |
| --------- | ----------------------- | ------------ | ------------ | ------------ | --------- | --------- |  |
|           | Pierre André            | Opportuniste | 1 630        | 57,09        |           |           |  |
|           | Ernest Bellouard *      | Opportuniste | 1 354        | 47,43        | 1 326     | 48,77     |  |
|           |                         |              |              |              |           |           |  |
|           | Édouard Roger           | Monarchiste  | 1 353        | 47,39        | 1 389     | 51,09     |  |
|           | Jean-Baptiste Pirault * | Monarchiste  | 1 202        | 42,10        |           |           |  |
|           |                         |              |              |              |           |           |  |
| Inscrits  | Inscrits                | Inscrits     | 3 486        |              | 3 367     |           |  |
| Votants   | Votants                 | Votants      | 2 865        | 82,19        | 2 752     | 81,74     |  |
| Exprimés  | Exprimés                | Exprimés     | 2 855        | 99,65        | 2 719     | 98,80     |  |

*sortant